# Spektrum Home
Spektrum Home je jediným tematickým televizním kanálem pro kutily ve střední Evropě. Kanál se zaměřuje na ženy a muže zajímající se o bydlení, dům a zahradu, nebo ty, kteří hledají inspiraci, konkrétní rady a doporučení od odborníků, jak tyto úpravy provést vlastníma rukama.
Programovou náplň tvoří pořady a dokumenty vlastní i převzaté zahraniční produkce o bytových dekoracích, přestavbách, kutilství, budování zahrad, architektuře, designu a domácích pracích. Vlastní produkce se na obsahu podílí 50 procenty, z toho 20 procent připadá na českou a slovenskou produkci.
Spektrum Home vysílá v Maďarsku, České republice a na Slovensku v češtině a maďarštině. Vysílací čas je od 5:00 do 0:00 hodin.

## Historie
Vysílání bylo zahájeno 15. dubna 2011, kdy byl původní kanál s názvem TV Deko nahrazen stanicí Spektrum Home, čímž došlo k posílení značky Spektrum. Provozovatelem kanálu byla společnost Chello Central Europe.
V dubnu 2013 byl kanál zařazen do balíčku rodinný 2 slovenského IPTV operátora FiberTV od Orange a ke konci roku 2013 také do nabídky Komfort a Komfort HD slovenské kabelové televize Satro.
Holandská společnost Liberty Global v únoru 2014 dokončila prodej aktiv společnosti Chellomedia, kterou za 750 milionů euro odkoupila americká společnost AMC Networks. Společnost Liberty Global si ponechala pouze holandské verze kanálů Sport 1 a Film 1. K přejmenování společnosti Chellomedia na AMC Networks International došlo 8. července 2014. Novým provozovatelem kanálu Spektrum Home se stala společnost AMC Networks International - Central Europe.
Provozovatel kanálu spustil 1. srpna 2016 vysílání ve formátu 16 : 9. Zároveň má v plánu spuštění verze ve vysokém rozlišení (HD), konkrétní termín však neuvedl.
V říjnu 2016 došlo k obměně a zatraktivnění grafických prvků a předělů ve vysílání. Loga zůstaly původní.
Od 1. března 2023 vysílá Spektrum Home také prostřednictvím DVB-T2 v multiplexu 23.

## TV pořady
- Alan Titchmarsh: tajemné zahrady
- Americké aukce
- Až je koupím, budou mý!
- Biozóna
- Bleší trhy
- Božské přestavby XV
- Božské přestavby XIV
- Buď já, nebo pes
- Bydlení v balíku
- Bydlíš tady, kup tohle II
- Byt či nebyt
- Bytové metamorfózy I
- Bytové metamorfózy II
- Bytové metamorfózy III
- Bytové metamorfózy IV
- Bytové metamorfózy IX
- Bytové metamorfózy VIII
- Candice nám poví všechno I
- Candice nám poví všechno II
- Candice nám poví všechno III
- Celebyty Hu
- Cesta kolem světa za 80 zahrad
- Co je na prodej?
- Daleko od mlžného Albionu I
- Daleko od mlžného Albionu II
- Dej mi Pokoj!
- Dej mi Pokoj Extra!
- Dekorace dámské trojice I
- Dekorace dámské trojice II
- Design od 9 do 5
- Design podle Novogratzové
- Dobrodružství Hugha ve Skandinávii
- Doma v cizině
- Domy na pobřeží od Charlieho Luxtona
- Dům plný pohrom
- Dům snů III
- Dum snu IV
- Dům snů IV
- Dům snů V
- Dvorní metamorfózy V
- Dvorní metamorfózy VI
- Feng Shui
- Francouzské zahrady Montyho Dona
- Green Team I
- Green Team II
- Historie britských zahrad
- Hugh a jeho tři hladoví kluci II
- Interiéroví návrháři III
- Já to tady nepoznávám
- Jak se dělá zahrada
- Jak si zpříjemnit bydlení
- Jak svépomocí postavit dům I
- Jak svépomocí postavit dům II
- Jaro na chalupě
- Jít nebo zůstat? I
- Jít nebo zůstat? III
- Kamarádky barvy I
- Kamarádky barvy IV
- Když se má byt líbit III
- Klub designérů I
- Koupelnové metamorfózy I
- Koupelnové metamorfózy II
- Koupelnové metamorfózy III
- Koupelnové metamorfózy IV
- Koupelnové metamorfózy V
- Krajinné úpravy s Jamiem Duriem I
- Krajinné úpravy s Jamiem Duriem II
- Kristie vás naučí II
- Kuchyňské metamorfózy IV
- Kuchyňské metamorfózy V
- Kutiholka I
- Kutiholka II
- Lékaři přes design I
- Lékaři přes design II
- Lovci ostrovů
- Love it or list it II
- Love it or list it III
- Love it or list it IV
- Love it or list it V
- Malinkaté domky I
- Malinkaté domky II
- Městem chodí zahradník I
- Městem chodí zahradník III
- Mezinárodní den otevřených dveří I
- Miluj svoji zahradu I
- Miluj svoji zahradu II
- Mistr Katastrofa
- My jsme malí řemeslníci...
- Na chalupě - Já se svou zeleninou I
- Na chalupě Austrálie II
- Na chalupě Austrálie III
- Na úvěr I
- Na úvěr V
- Nádherné zahrady viděné shora
- Nápor na nervy
- Naše malé městečko
- Návštěvy u návrhářů
- Nechali vás ve štychu? II
- Nejzelenější domy světa II
- Nemovitost k pronájmu IV
- Nemovitost k pronájmu V
- Netradiční bydlení? I
- Netradiční Bydlení? II
- Nový hábit pro byt
- Oči pro pláč
- Od podlahy s Debbie Travisovou
- Pekelné hotely Gordona Ramsayho I
- Pekelné hotely Gordona Ramsayho II
- Peter Andre: Proměna během hodiny XI
- Podzim na chalupě I
- Pohlednice z chalupy
- Pokoj k přestavbě
- Pokojové metamorfózy I
- Pokojové metamorfózy II
- Pokojové metamorfózy III
- Pokojové metamorfózy IV
- Pokojové metamorfózy V
- Potřebujeme malou, bohatou zahradu
- Přestavba I
- Přestavba III
- Přestavba snů I
- Přestavba snů II
- Přešité bydlení I
- Přešité bydlení III
- Přešité bydlení IV
- Přešité bydlení Speciál
- Projekt Vanilly Ice
- Proklepnuto - Odklepnuto
- Prokoukne to? I
- Prokoukne to? II
- Proměny zahrad XII
- Razie Colina a Justina I
- Razie Colina a Justina II
- Rekonstrukce starých nemovitostí
- Rekonstrukční projekty
- Renesance slavných britských zahrad
- Renovace Debbie Travisové I
- Renovace Debbie Travisové II
- Renovujeme víkendové domy
- Sarah Beenyová prodává domy
- Skryté možnosti I
- Skryté možnosti II
- Skryté možnosti V
- Skvělé nápady pro malé zahrady I
- Skvělé nápady pro malé zahrady II
- Souboj dekoratérů I
- Souboj dekoratérů II
- Současná architektura v Budapešti
- Space and Power - a Feng Shui Feature I
- Space and Power - a Feng Shui Feature II
- Stalo se na chalupě
- Stavitelé
- Stylová cvičení I
- Stylová cvičení II
- Tajemství stylů I
- Tajemství stylů II
- Tak se pěstí domácí štěstí I
- Tak se pěstí domácí štěstí II
- Tak se pěstí domácí štěstí III
- Tak se vám to líbí?
- Térnyerok I
- Térnyerok II
- Térnyerok III
- Térnyerok IV
- Top 10 architektů
- Top 3
- Ukaž mi svou zahradu
- Úžasné prostory George Clarka II
- Úžasné prostory George Clarka III
- Úžasné prostory George Clarka IV
- Úžasné prostory George Clarka V
- Úžasné vodní domy
- V partě s Debbie Travisovou
- Ve dvou se to lépe táhne II
- Ve dvou se to lépe táhne III
- Velké zahájení
- Velkolepé plány I
- Velkolepé plány XII
- Velkolepé plány XIII
- Velkolepé plány: Austrálie I
- Velkolepé plány: Austrálie II
- Vidlička, nůž a design
- Vítejte na svatební hostině I
- Vítejte na svatební hostině II
- Vítejte na svatební hostině III
- Výklad
- Vysoká škola renovace III
- Vysoká škola renovace IV
- Zahradní domky roku
- Zahradní proměny
- Zahradníkův svět 2010 I
- Zahradníkův svět 2010 III
- Zahradníkův svět
- Zařiď to!
- Zelená lékárna I
- Zelená lékárna II
- Zelenáč – Zahradnická škola pro začátečníky
- Zima na chalupě
- Zpátky k přírodě
- Zrekonstruováno
- Životospráva na chalupě
- 1 byt, 3 plány
- 1 byt, 3 návrhy
- 10 dětí, 10 pokojů
- 10 věcí, které musíte znát I
- 10 věcí, které musíte znát II
- 12 pokojů - kolem světa
- 3 K - Od pučících pupenců do padajícího listí
- 7 dní sexu

## Dostupnost

### Satelitní vysílání
| Družice             | Frekvence (GHz), SR, FEC | Platforma                         | Kódování                                    | Vysílací čas (SEČ) | Poznámka                        |
| ------------------- | ------------------------ | --------------------------------- | ------------------------------------------- | ------------------ | ------------------------------- |
| Amos 3 (4°W)        | 10.722/V, 30000, 2/3     | T-Home                            | Conax                                       | 05:00 - 00:00      | Dostupný v maďarštině           |
| Eutelsat 16A (16°E) | 11.094/V, 27500, 4/5     | Antik Sat                         | Conax                                       | 05:00 - 00:00      | Dostupný v češtině a maďarštině |
| Thor 6 (0.8°W)      | 11.804/V, 28000, 7/8     | Freesat by UPC Direct, UPC Direct | Conax, CryptoWorks, Irdeto 2, Nagravision 3 | 05:00 - 00:00      | Dostupný v češtině a maďarštině |

### Kabelová televize
Níže je uveden seznam kabelových sítí, ve kterých je nabízen program Spektrum Home.

#### Česko
- CORSAT
- Kabelová televize CZ
- Kabelová televize Kopřivnice
- Nej TV
- TKR Jašek s.r.o.
- UPC Česká republika

#### Slovensko
- Satro
- UPC Broadband Slovakia

### IPTV
Níže je uveden seznam IPTV operátorů, ve kterých je nabízen program Spektrum Home.

#### Česko
- SledovaniTV
- NETBOX
- O2 TV
- RIO Media

#### Slovensko
- Sledovanietv.sk
- ANTIK Telecom
- Magio Televízia
- Slovanet
- SWAN